# Léon Borgey
Léon Borgey, né le 23 octobre 1888 à Brégnier-Cordon (Ain) et mort à Paris 15e le 15 septembre 1959, est un sculpteur français.

## Biographie
Léon Borgey naît dans une famille de tailleurs de pierres et de fabricants de pierres tombales. Il entre en 1912 à l'école des beaux-arts de Paris, puis installe son atelier rue Delambre, à Montparnasse. Mobilisé en 1914, il est déclaré inapte au service pour raisons de santé et voyage aux Pays-Bas et au Maroc de 1916 à 1917.
Il obtient en 1916 un premier prix de sculpture ainsi qu'une bourse et, en 1917, le Prix Danton et le Prix d'excellence du cours supérieur de la Ville de Paris. Il expose au Salon des indépendants de 1920 à 1928, à l'Art français indépendants (1929) et au Salon des arts décoratifs en 1924.
De nature individualiste, Borgey se tient à l'écart du milieu artistique pendant l'entre-deux-guerres, ce qui ne favorise pas sa notoriété. Par ailleurs, ses relations avec Ossip Zadkine sont houleuses, alors même que leurs styles artistiques sont proches.
L'œuvre de Borgey comprend surtout des bronzes polychromes d'inspiration cubiste (Femme à la colerette, Homme debout, Nu drapé, Bas-relief à la mandoline, Bas-relief à la guitare, Les athlètes, Baigneuses accroupies, Contrebassistes, Joueur d'accordéon, Danse indienne, La femme). Mais aussi une tête en bronze de Robert Antral en 1953, au Musée des beaux-arts et d'archéologie de Châlons-en-Champagne.